# XI. Olimpijske igre – Berlin 1936.
XI. Olimpijske igre – Berlin 1936. su održane u Berlinu, u Njemačkoj. Za ulogu grada domaćina kandidirala se i Barcelona, ali je MOO 1931. godine donio odluku da će domaćin ipak biti Berlin. Iako su Igre dodijeljene Njemačkoj prije nego što što je nacional-socijalistička ideologija zavladala tom zemljom, same Igre su dobrim dijelom bile stavljene u funkciju propagande. Posebno je poznat dokumentarni film Olympia redateljice Leni Riefenstahl, koji je po općoj ocjeni izvrstan dokumentarni film ali ujedno i propagandni materijal vladajuće ideologije u tadašnjoj Njemačkoj.
Na ovim su Igrama po prvi puta Olimpijski plamen štafetno prenosili športaši, i to iz Grčke pa sve do olimpijskog stadiona u Berlinu. Štafetno prenošenje baklje je od tog trenutka uobičajena praksa na svim OI. To su bile i prve Igre koje su se prenosile uživo putem televizije. Kako u to vrijeme gotovo da nije bilo televizijskih aparata u privatnom vlasništvu, gledatelji su mogli pratiti Igre na ekranima postavljenim po gradu Berlinu.
Zanimljiv je bio nastup atletičara Koreje, koji su bili prisiljeni nastupati pod 'japaniziranim' imenima i pod zastavom Japana, države koja je prisilno anektirala njihovu zemlju 1910. godine. Tako su čak dvojica Korejskih maratonaca osvojili medalje, ali za Japan.

## Popis športova
Plivanje, skokovi u vodu i vaterpolo su smatrani različitim disciplinama istog športa.
| - atletika - boks - biciklizam - dizanje utega - gimnastika - hokej na travi - hrvanje - jedrenje - kajak i kanu na mirnim vodama - košarka - konjički šport |  | - mačevanje - moderni petoboj - nogomet - polo - plivanje - rukomet - skokovi u vodu - streljaštvo - vaterpolo - veslanje |

Bejzbol i jedriličarstvo (avijatičarski šport letjelicama bez vlastitog pogona) bili su u programu kao demonstracijski športovi. U posebnom programu održana su natjecanja u pojedinim granama umjetnosti:
- Arhitektura – arhitekstonski projekti i urbanistički planovi,
- Kiparstvo – skulpture, medalje, reljefi i plakete
- Slikarstvo – ulje, akvareli, crteži i grafike, primijenjena grafika.
- Glazba – solo i zborne pjesme, instrumentalna i orkestralna djela
- Literatura – pjesme, dramska djela, epska djela.

## Popis podjele medalja
| Olimpijske igre 1936. |                        |       |        |        |        |
| Plasman               | Država                 | Zlato | Srebro | Bronca | Ukupno |
| 1.                    | Njemačka               | 33    | 26     | 30     | 89     |
| 2.                    | SAD                    | 24    | 20     | 12     | 56     |
| 3.                    | Mađarska               | 10    | 1      | 5      | 16     |
| 4.                    | Italija                | 8     | 9      | 5      | 22     |
| 5.                    | Finska                 | 7     | 6      | 6      | 19     |
| 5.                    | Francuska              | 7     | 6      | 6      | 19     |
| 7.                    | Švedska                | 6     | 5      | 9      | 20     |
| 8.                    | Japan                  | 6     | 4      | 8      | 18     |
| 9.                    | Nizozemska             | 6     | 4      | 7      | 17     |
| 10.                   | Velika Britanija       | 4     | 7      | 3      | 14     |
| 11.                   | Austrija               | 4     | 6      | 3      | 13     |
| 12.                   | Čehoslovačka           | 3     | 5      | 0      | 8      |
| 13.                   | Argentina              | 2     | 2      | 3      | 7      |
| 13.                   | Estonija               | 2     | 2      | 3      | 7      |
| 15.                   | Egipat                 | 2     | 1      | 2      | 5      |
| 16.                   | Švicarska              | 1     | 9      | 5      | 15     |
| 17.                   | Kanada                 | 1     | 3      | 5      | 9      |
| 18.                   | Norveška               | 1     | 3      | 2      | 6      |
| 19.                   | Turska                 | 1     | 0      | 1      | 2      |
| 20.                   | Indija                 | 1     | 0      | 0      | 1      |
| 20.                   | Novi Zeland            | 1     | 0      | 0      | 1      |
| 22.                   | Poljska                | 0     | 3      | 3      | 6      |
| 23.                   | Danska                 | 0     | 2      | 3      | 5      |
| 24.                   | Latvija                | 0     | 1      | 1      | 2      |
| 25.                   | Rumunjska              | 0     | 1      | 0      | 1      |
| 25.                   | Južna Afrika           | 0     | 1      | 0      | 1      |
| 25.                   | Kraljevina Jugoslavija | 0     | 1      | 0      | 1      |
| 28.                   | Meksiko                | 0     | 0      | 3      | 3      |
| 29.                   | Belgija                | 0     | 0      | 2      | 2      |
| 30.                   | Australija             | 0     | 0      | 1      | 1      |
| 30.                   | Filipini               | 0     | 0      | 1      | 1      |
| 30.                   | Portugal               | 0     | 0      | 1      | 1      |
|                       | Ukupno                 | 130   | 128    | 130    | 388    |

^  Športaši iz ranije neovisne Koreje nastupali su pod zastavom Japana, te su njihove medalje u zbroju medalja Japana.

## Vanjske poveznice
- United States Holocaust Memorial Museum – Online Exhibition: Nazi Olympics: Berlin 1936  Arhivirana inačica izvorne stranice od 24. travnja 2008. (Wayback Machine)
- United States Holocaust Memorial Museum – Library Bibliography: 1936 Olympics  Arhivirana inačica izvorne stranice od 13. rujna 2013. (Wayback Machine)